# (12447) Yatescup
(12447) Yatescup est un astéroïde de la ceinture principale.

## Description
(12447) Yatescup est un astéroïde de la ceinture principale. Il fut découvert le 4 décembre 1996 à Kitt Peak par le projet Spacewatch. Il présente une orbite caractérisée par un demi-grand axe de 2,16 UA, une excentricité de 0,21 et une inclinaison de 5,4° par rapport à l'écliptique.

## Compléments